# Squalus formosus
Squalus formosus là danh pháp khoa học của một loài cá nhám góc thuộc họ Squalidae. Loài cá này được William White - một nhà khoa học thuộc Tổ chức Nghiên cứu Khoa học và Công nghiệp của Khối thịnh vượng chung tại Australia - cùng một đồng nghiệp đã tới chợ cá Tashi trên đảo Đài Loan và phát hiện ra chợ bán loài cá chưa được mô tả này. Họ đặt tên cho loài cá nhám này là Squalus formosus. Với chiều dài thân vào khoảng một mét, chúng có chiếc đầu ngắn và tròn cùng một vây dựng thẳng đứng trên lưng. S. formosus sống ở tầng nước sâu dưới biển. Phạm vi phân bố có thể là ở những vùng nước xung quanh Đài Loan và Nhật Bản, nghĩa là phạm vi di chuyển của chúng hẹp. Giống như những loài cá mập sống ở tầng nước sâu, chúng sinh sản chậm nên rất dễ rơi vào tình trạng khan hiếm hay tuyệt chủng bởi hoạt động đánh bắt quá mức của con người.